# Moura Morta (Castro Daire)
Moura Morta é uma povoação portuguesa do município de Castro Daire que foi sede da extinta freguesia homónima, que tinha 10,53 km² de área e 134 habitantes (2011), e, por isso, uma densidade populacional de 12,7 hab/km².
A Freguesia de Moura Morta foi extinta em 2013, no âmbito de uma reforma administrativa nacional, tendo sido agregada à Freguesia de Mezio, para formar uma nova freguesia denominada União das Freguesias de Mezio e Moura Morta com a sede em Mezio.
Situada nas vertentes do Montemuro, entre as freguesias de Ermida, Picão, Gosende, Mezio, Monteiras e Castro Daire, a freguesia era constituída por um único aglomerado populacional que dista cerca de sete quilómetros do centro da sede de Município.

## História
A tradição popular gosta de fundamentar a origem do topónimo Moura Morta numa lenda, assim contada por um natural desta terra: “ Uma moura dirigia-se ao povoado, que na altura, se chamava Mazes, e encontrou uns rapazes que, sentados à sombra, impediram a sua passagem, já que havia luta entre cristãos e não-cristãos, e bateram-lhe. Ela caiu, morreu e foi aí que nasceu o nome Moura Morta.”
Na Alta Idade Média, incluía-se no termo de Moção e era uma “vila” rural toda regalenga. O território da freguesia actual (que não existia como tal até ao século XV ou XVI) parece que engloba o das velhas “vilas” rurais de Gondivão e Setos, que foram povoadas com cartas de foro concedidas aos povoadores, respectivamente em 1103 (por Ermígio Moniz) e em 1139 (por Egas Moniz).
Da carta de Egas Moniz, prestameiro destes lugares, os inquiridores tiraram cópia “de quanto pudemos encontrar em rolo”, disseram. A “vila” de Moura Morta foi também aforada, pelo modelo de Moção, talvez pelo próprio Egas Moniz, que possuía próximas daqui várias honras (Várzea da Serra e Mezio, entre outras). Já em 1258, porém, os povoadores tinham perdido a carta de foro que lhes havia sido dada no século anterior. Aqui existia um município rudimentar, cujo mordomo devia dar de quitação ao prestameiro 14 varas de bragal; este recebia, ainda por ano, de colecta, um carneiro, 16 pães de centeio, três galinhas e três teigas d cevada; o restante foro anual era de oito moios de pão (metade centeio e metade milho), 16 afusais de linho dobado, 30 ovos, uma freama (que valesse três soldos) e um sexteiro de pão; de cada fogueira, davam-se outros foros em carne de porco e galinhas.
Extinto em 1834 o concelho de Moção, Moura Morta passou para o concelho (atual município) de Castro Daire.

## Religião
Eclesiasticamente, era um curato da apresentação do reitor de Pinheiro.
A igreja paroquial é formada por dois corpos, sendo um mais antigo, denunciando o corpo da nave obras de beneficiação realizadas no século passado. O retábulo do altar-mor, em talha dourada e pintada, é barroco joanino, com uma tribuna para exposição do Santíssimo. As imagens da Senhora da Apresentação e da Senhora das Dores (do século XVIII), de madeira estofada, figuram os lados. No corpo da nave com o tecto em caixotes decorados com motivos florais, dispõem-se dois retábulos com as imagens renascentistas de Santa Bárbara, Senhora do Calvário, S. Sebastião e Santo António entre outras, mais modernas.

## População
| População da freguesia de Moura Morta | População da freguesia de Moura Morta | População da freguesia de Moura Morta | População da freguesia de Moura Morta | População da freguesia de Moura Morta | População da freguesia de Moura Morta | População da freguesia de Moura Morta | População da freguesia de Moura Morta | População da freguesia de Moura Morta | População da freguesia de Moura Morta | População da freguesia de Moura Morta | População da freguesia de Moura Morta | População da freguesia de Moura Morta | População da freguesia de Moura Morta | População da freguesia de Moura Morta |
| ------------------------------------- | ------------------------------------- | ------------------------------------- | ------------------------------------- | ------------------------------------- | ------------------------------------- | ------------------------------------- | ------------------------------------- | ------------------------------------- | ------------------------------------- | ------------------------------------- | ------------------------------------- | ------------------------------------- | ------------------------------------- | ------------------------------------- |
| 1864                                  | 1878                                  | 1890                                  | 1900                                  | 1911                                  | 1920                                  | 1930                                  | 1940                                  | 1950                                  | 1960                                  | 1970                                  | 1981                                  | 1991                                  | 2001                                  | 2011                                  |
| 387                                   | 426                                   | 394                                   | 398                                   | 420                                   | 378                                   | 359                                   | 345                                   | 302                                   | 257                                   | 229                                   | 174                                   | 152                                   | 150                                   | 134                                   |

| Distribuição da População por Grupos Etários | Distribuição da População por Grupos Etários | Distribuição da População por Grupos Etários | Distribuição da População por Grupos Etários | Distribuição da População por Grupos Etários | Distribuição da População por Grupos Etários | Distribuição da População por Grupos Etários | Distribuição da População por Grupos Etários | Distribuição da População por Grupos Etários | Distribuição da População por Grupos Etários |
| -------------------------------------------- | -------------------------------------------- | -------------------------------------------- | -------------------------------------------- | -------------------------------------------- | -------------------------------------------- | -------------------------------------------- | -------------------------------------------- | -------------------------------------------- | -------------------------------------------- |
| Ano                                          | 0-14 Anos                                    | 15-24 Anos                                   | 25-64 Anos                                   | > 65 Anos                                    |                                              | 0-14 Anos                                    | 15-24 Anos                                   | 25-64 Anos                                   | > 65 Anos                                    |
| 2001                                         | 27                                           | 10                                           | 78                                           | 35                                           |                                              | 18,0%                                        | 6,7%                                         | 52,0%                                        | 23,3%                                        |
| 2011                                         | 14                                           | 18                                           | 59                                           | 43                                           |                                              | 10,4%                                        | 13,4%                                        | 44,0%                                        | 32,1%                                        |

Média do País no censo de 2001:  0/14 Anos-16,0%; 15/24 Anos-14,3%; 25/64 Anos-53,4%; 65 e mais Anos-16,4%
Média do País no censo de 2011:   0/14 Anos-14,9%; 15/24 Anos-10,9%; 25/64 Anos-55,2%; 65 e mais Anos-19,0%